# كيوهي نوبوريساتو
كيوهي نوبوريساتو (باليابانية: 登里 亨平) (13 نوفمبر 1990 في هيغاشي-أوساكا في اليابان – )؛ هو لاعب كرة قدم ياباني سابق كان يلعب كمدافع.

## وصلات خارجية
- كيوهي نوبوريساتو على موقع رابطة كرة القدم اليابانية للمحترفين (اليابانية)
- كيوهي نوبوريساتو على موقع إي إس بي إن إف سي (الإنجليزية)
- كيوهي نوبوريساتو على موقع قاعدة بيانات كرة القدم.إي يو (الإنجليزية)
- كيوهي نوبوريساتو على موقع Soccerbase.com (لاعب) (الإنجليزية)
- كيوهي نوبوريساتو على موقع Soccerway.com (الإنجليزية)
- كيوهي نوبوريساتو على موقع عالم كرة القدم.نت (الإنجليزية)
- كيوهي نوبوريساتو على موقع كووورة